# Le baracche
Le baracche è il primo romanzo di Fortunato Seminara scritto fra il 1932 ed il 1934 ma che, a causa del fascismo e della censura, fu pubblicato solo nel 1942 nella collezione Il sofà delle Muse dell'editore Rizzoli grazie al coinvolgimento di Leo Longanesi.

## Trama
Le vicende del romanzo ruotano attorno a Cata, la figlia quindicenne di Angela. Cata vive con la madre nelle baracche, che giacciono in una gola profonda ai piedi di due colline. La loro baracca è più verso il confine con il paese, tant'è che si erge di fronte alla casa di Don Gaetano, il capostipite dei Caporale, una famiglia di ricchi proprietari terrieri; figlio maggiore di Don Gaetano è Micuccio il quale, abituato ad avere tutto senza fatica e a dimostrare il proprio potere sul paese e fra le baracche, posa i propri occhi sulla povera Cata. Con l'aiuto della Storpia, l'insegnante di cucito delle giovani che vivono laggiù nelle baracche, e di Stilla, una prostituta innamorata di Micuccio, il ragazzo, dopo aver portato in dono un liquore alla ghiotta sarta ed essere stato lasciato da solo con Cata nella baracca, riesce a baciarla.
Da quel momento per la fanciulla, che come unica colpa ha quella di essere giovane, bellissima e, soprattutto, ancora vergine, inizierà una serie di vicende sfortunate. Ella è marchiata a vita. Il pettegolezzo si insinua feroce fra le baracche e si sparge la voce che la giovane abbia perso la propria virtù. Stilla, che di proposito ha lasciato Cata da sola con Micuccio nella baracca della Storpia, la segna con queste parole: "Ora siamo uguali; ora sei come me. Ora anche tu..."
Angela, impietrita per quanto successo alla figlia, non si arrende all'idea che la giovane possa vivere lo stesso disgraziato suo destino, così si reca in un paese vicino, dall'avvocato Cavalocchio che, essendo stato già avvisato da uno scagnozzo di Micuccio, dissuade la donna dal fare causa al primogenito dei Caporale ed anzi le dice che l'unica cosa che può fare per constatare se la figlia sia stata disonorata, perché non si hanno prove, è aspettare che passino nove mesi.
Diffamata per tutto il paese, nonostante non abbia fatto nulla e non abbia colpe, Cata riceve le attenzioni dell'uomo più infimo, brutto e bieco del posto, Gianni di Saia, che una sera, in preda alla rabbia, malmena Angela, la quale gli fa intendere che mai gli darà sua figlia, e viene scacciato a fatica dalla baracca delle due donne.
Per Cata l'unica soluzione che alla fine si prospetta è una legittima unione con mastro Girolamo, un uomo che lei non ama ma che le garantirà un matrimonio riparatore.
Il giorno delle nozze, in una chiesa gremita di gente curiosa venuta ad assistere al matrimonio di Cata, mastro Girolamo cade a terra esanime, ad ucciderlo è Gianni di Saia con un coltellaccio. Il romanzo si conclude con un riavvicinamento ufficiale tra Cata e Micuccio, nei confronti del quale ella, intimamente, ha da sempre provato un'attrazione. Secondo Angela è destino che finisca così. Dopo che la spagnola ha decimato il paese, un incendio si abbatte sulle baracche e le rade completamente al suolo.

## Ambientazione
Il romanzo inizia in primavera, la Pasqua si avvicina anche per i personaggi de Le baracche, i fatti sono raccontati da un narratore esterno onnisciente e sono ambientati in un luogo cui Seminara non dà mai un nome preciso; il lettore sa che si tratta di un paese della Piana di Gioia Tauro, oltre non occorre sapere: "Essere uno scrittore calabrese, è come dire italiano, europeo. Se si riesce a cogliere l'elemento universale delle cose non c'è più lo scrittore di una regione o di una nazione. Un'opera d'arte ha valore solamente se rispecchia dei valori universali che esistono e possono anche essere colti in un mondo".